# Winful Cobbinah
Winful Cobbinah (Accra, 6 settembre 1991) è un calciatore ghanese, centrocampista del Wadi Degla.

## Carriera

### Club
Il 13 luglio 2018 viene acquistato a titolo definitivo dalla squadra albanese del Tirana.

### Nazionale
Ha giocato nella nazionale ghanese Under-20.
Nel 2017 ha giocato 3 partite con la nazionale maggiore ghanese.

## Palmarès

### Club

#### Competizioni nazionali
- Campionato albanese: 1

Tirana: 2019-2020